# Sowjetischer Ehrenfriedhof Elsterwerda

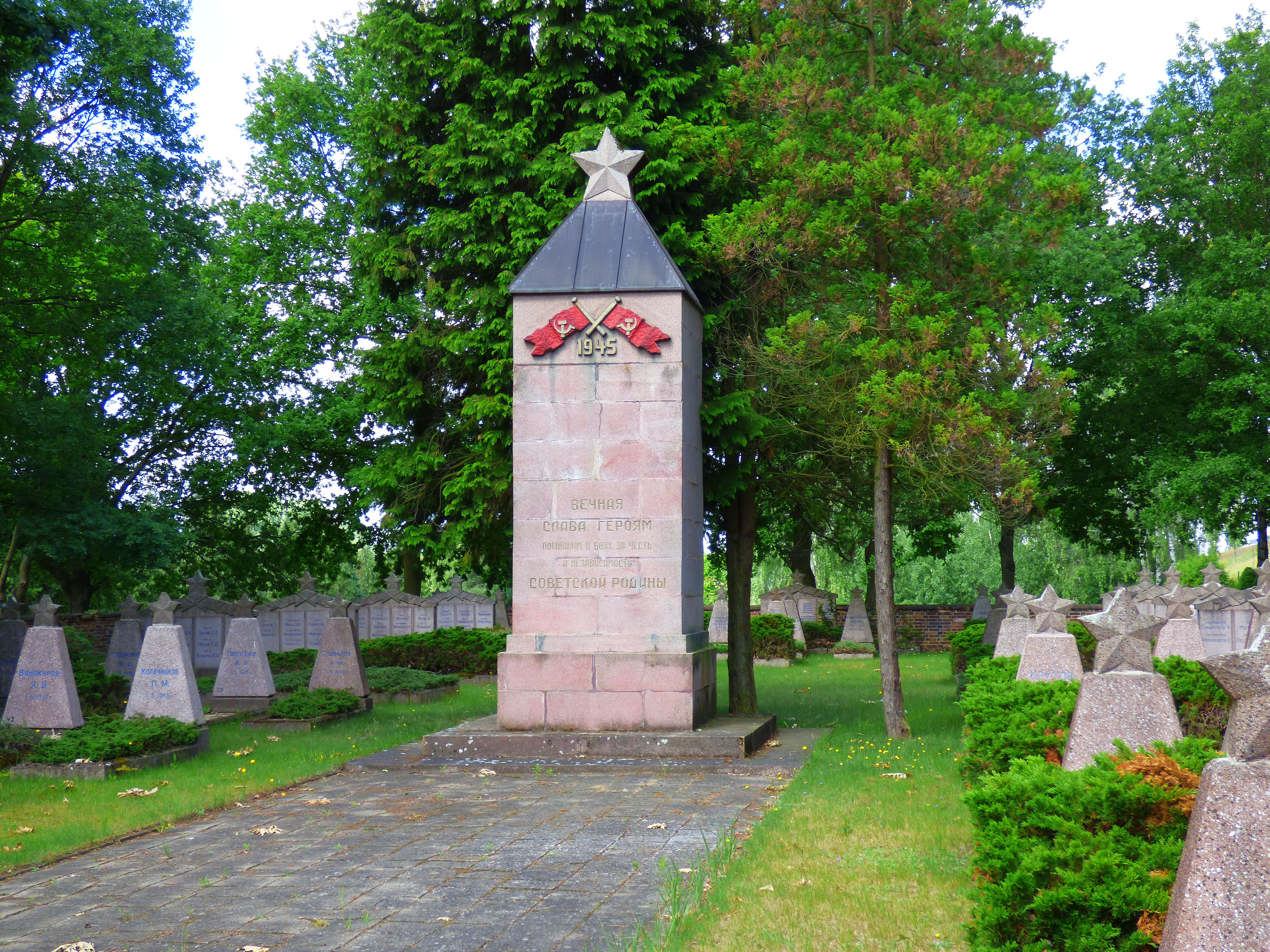
Sowjetischer Ehrenfriedhof

Der Sowjetische Ehrenfriedhof befindet sich unmittelbar nördlich des Bergfriedhofs der Kleinstadt Elsterwerda im südbrandenburgischen Landkreis Elbe-Elster. Die Anlage befindet sich heute auf der Denkmalliste des Landes Brandenburg.

## Beschreibung und Geschichte

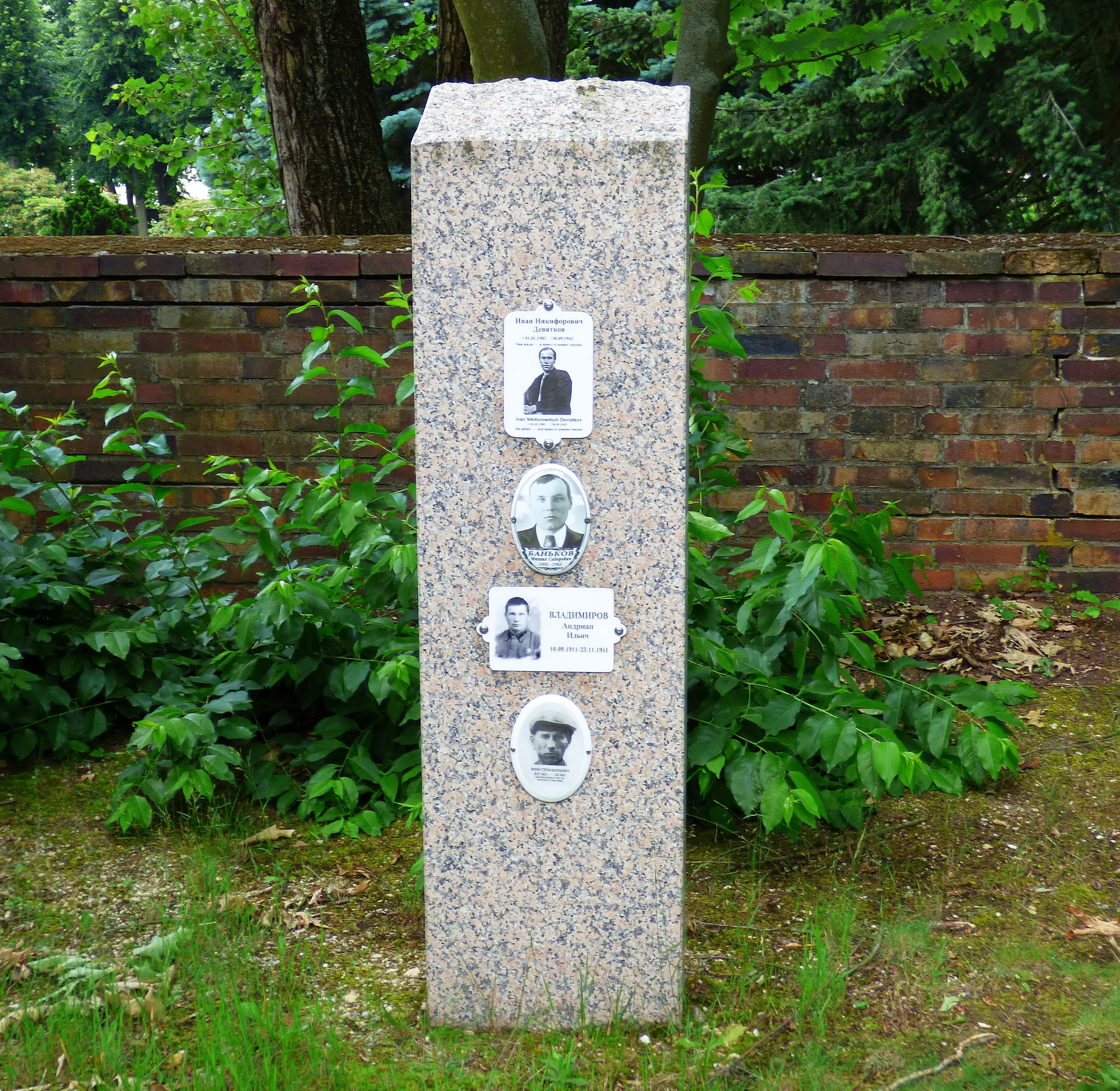
Im Jahre 2015 aufgestellte Stele.

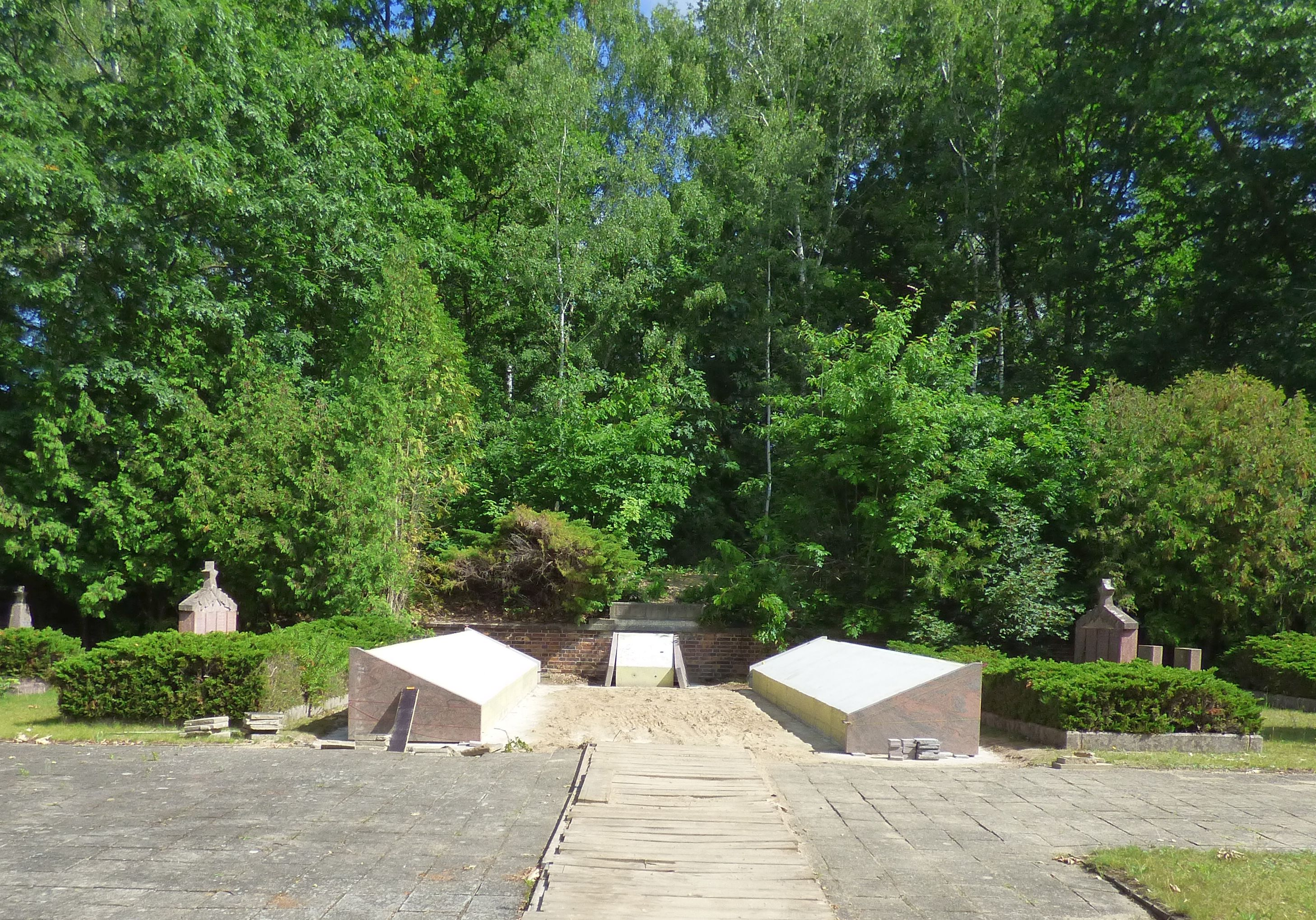
Sanierungsarbeiten (2017)

Der Ehrenfriedhof in Elsterwerda wurde in den Jahren 1946 und 1947 angelegt. Geprägt wird er von zwei Obelisken aus rotem Sandstein und Granit, die sich jeweils im Osten und im Westen der Anlage befinden. Dominiert wird der Ehrenfriedhof von Massengräbern, welche sich mehrheitlich im östlichen Teil befinden. Im Westen der Anlage sind hauptsächlich Einzelgräber, aber auch weitere Massengräber zu finden.
Laut einer aus dem Jahre 1972 stammenden Gräberübersicht liegen auf dem russischen Soldatenfriedhof in Elsterwerda in 42 Einzel- und 72 Massengräbern 2.741 sowjetische Soldaten begraben, die aus dem Kriegsgefangenenlager Stalag IV B bei Mühlberg und dem gesamten Gebiet des einstigen Kreises Bad Liebenwerda stammen. Wobei die Zahl der vermutlich hier begrabenen Toten zuletzt auf 2.861 erhöht wurde. Die Internetseite www.sowjetische-memoriale.de des Projektes Sowjetische Kriegsgräberstätten in Deutschland, welches vom Deutsch-Russischen Museum in Berlin-Karlshorst und dem Büro für Kriegsgräberfürsorge und Gedenkarbeit der Russischen Botschaft in Berlin in Berlin betreut wird, gibt eine Zahl von 2.993 Opfern an.
Einige der Toten stammen von einem Soldatenfriedhof, der sich von 1945 bis 1948 am Mühlberger Schlossplatz befand. Am dortigen Standort verblieb ein VVN-Denkmal.
Die Obelisken bekamen im Jahre 1999 neue Kupferdächer. Im selben Jahr besserten Reservisten der Bundeswehr die Einfassungen auf der linken Seite und im Jahr 2001 aktive Bundeswehrsoldaten auf der rechten Seite der insgesamt 110 Grabstellen des Friedhofs aus. Danach setzte die Stadt vorrangig auf die Pflege und Erhaltung der baulichen Substanz. Einem im Jahre 2012 in der Lausitzer Rundschau erschienen Zeitungsbericht zufolge erhielt die Stadt vom Land Brandenburg zwei Jahresscheiben von je 50.000 Euro vom Land für die Sanierung der Friedhofsmauer und der Wege in dieser Anlage.
2015 wurde auf Initiative von Angehörigen östlich des Eingangs eine weitere Stele mit Porträts, Lebensdaten und Bildern von einigen weiteren Soldaten aufgestellt, die bisher namenlos auf dem Friedhof begraben lagen.
Da die Anlage inzwischen in die Jahre gekommen ist, wird sie seit 2017 von der Stadt umfangreich restauriert und instand gesetzt. Unterstützt wird sie dabei von der russischen Botschaft, von der Kriegsgräberfürsorge des Landes Brandenburg und vom Landkreis Elbe-Elster. Insgesamt etwa 160.000 € sollen in die Neugestaltung der Anlage fließen. Auf 16 Bronzetafeln, die auf Granitsteinblöcken befestigt werden, werden die Namen von 2861 hier begrabenen Gefallenen stehen.

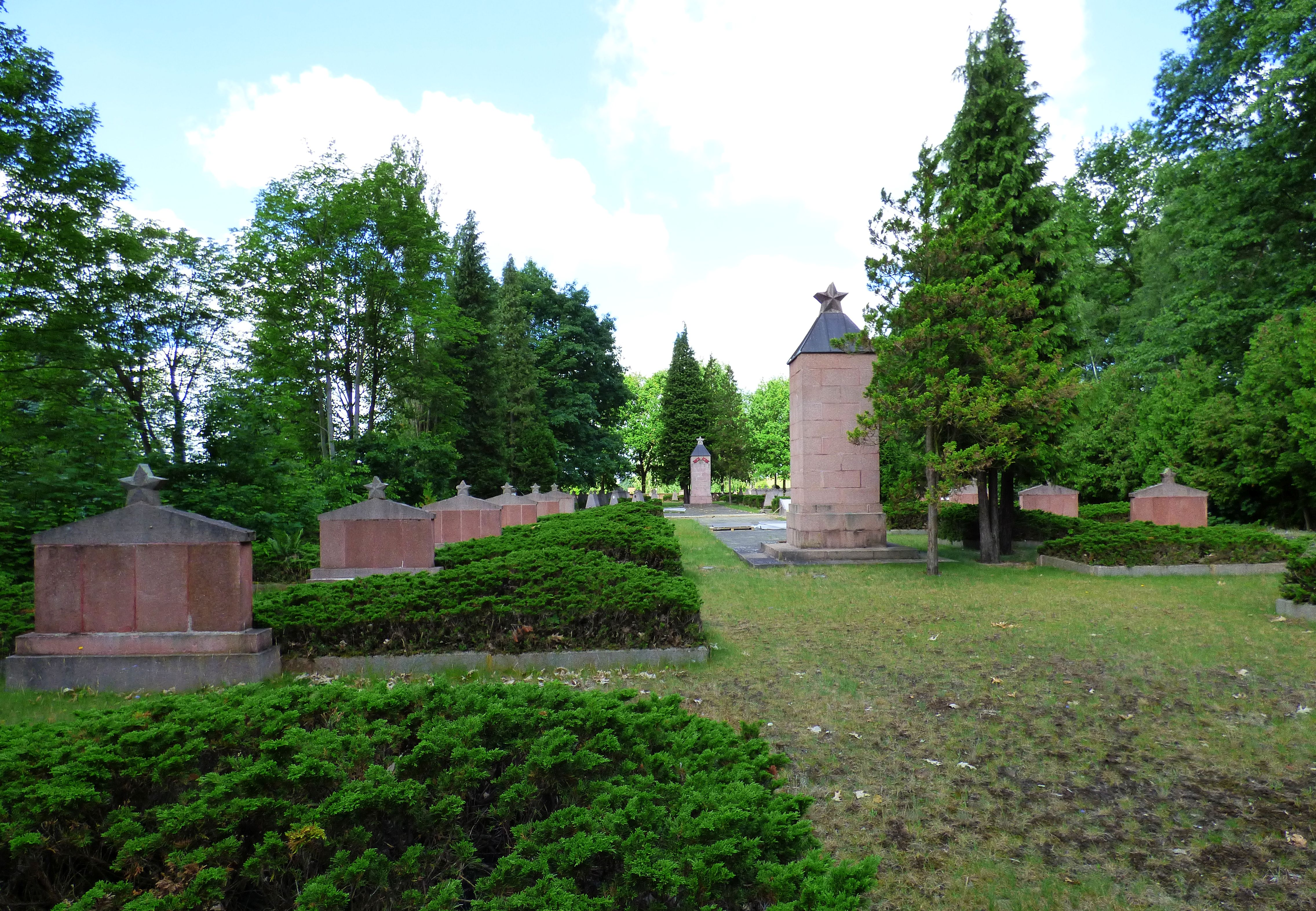
Blick entlang der Hauptachse nach Westen (2017)
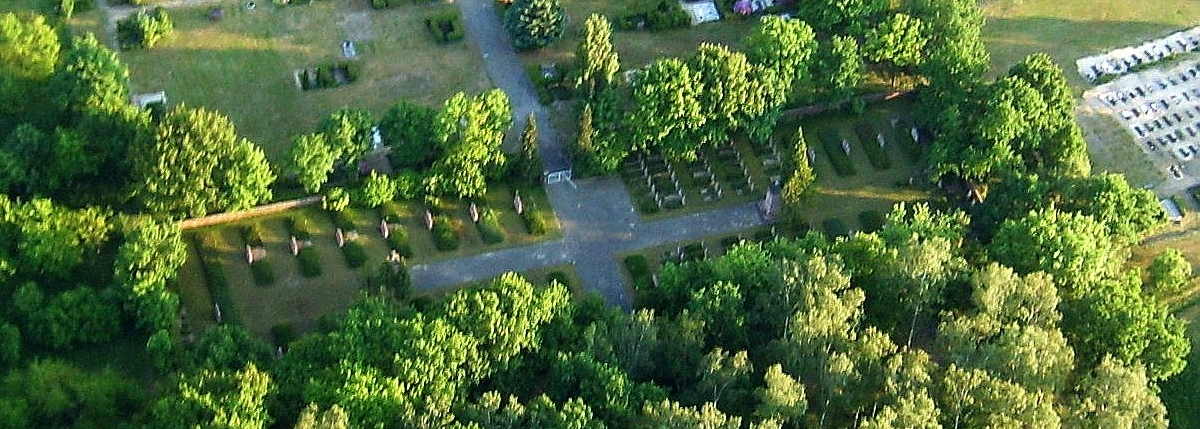
Der sowjetische Ehrenfriedhof aus der Luft (2008)
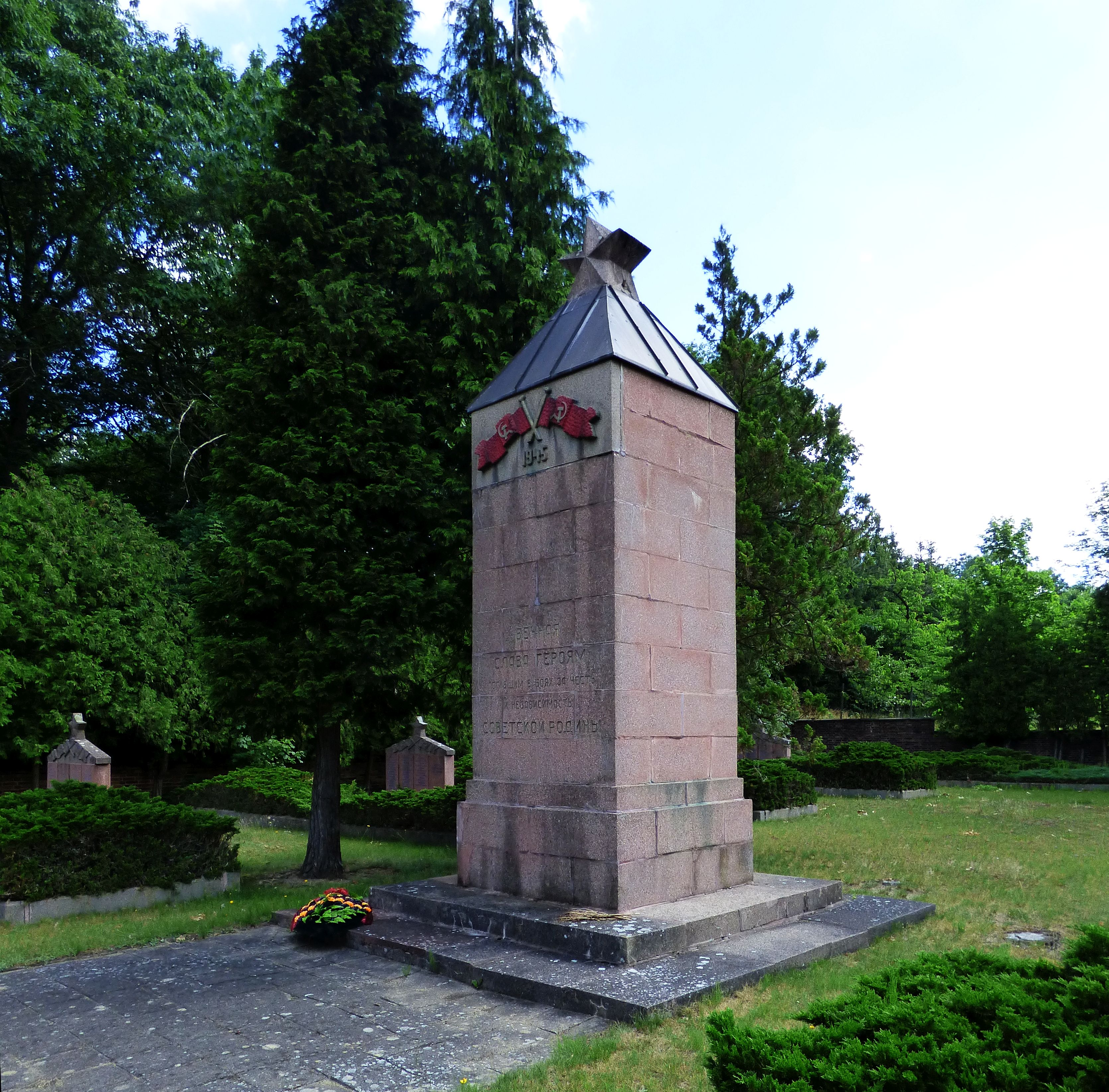
Östlicher Obelisk (2017)